# 野田幸男
野田 幸男（のだ ゆきお、1935年2月2日 - 1997年8月27日）は、日本の映画監督・演出家・脚本家。和歌山県御坊市出身。
代表作には『不良番長シリーズ』、『やくざ刑事シリーズ』、『0課の女 赤い手錠』、『激殺! 邪道拳』、『ゴルゴ13 九竜の首』など。

## 経歴
京都大学在学中に戸浦六宏の主催する劇団「風波」に参加。1958年（昭和33年）に大学卒業後、東映東京撮影所に助監督として入社し、石井輝男・佐伯清らに師事する。
1968年（昭和43年）3月、日本プロレスの記録映画である『プロレスWリーグ 血ぬられた王者』で監督デビュー。同年には梅宮辰夫主演の『不良番長』で映画の演出デビューも果たした。同作は大ヒットとなり、1972年（昭和47年）の『不良番長 骨までしゃぶれ』までシリーズ全16作が製作され、野田は11作を監督した。
この他に、千葉真一主演の『やくざ刑事シリーズ』、日香泰合作映画『激殺! 邪道拳』や、『0課の女 赤い手錠』、『ザ・カラテ』などのアクション映画の監督も務めている。劇場映画では千葉主演作品である1977年の日香合作映画『ゴルゴ13 九竜の首』が最後の監督作品となったが、その後はテレビへ活躍の場を移し、『ザ★ゴリラ7』、『特捜最前線』、『大激闘マッドポリス'80』などを演出した。この時期に野田に師事していた一人に三池崇史がいる。
1997年（平成9年）8月27日、肝不全のため死去。62歳没。

## 人物
石井輝男は野田について「恐らく『網走番外地』の際、雪の風景がワンカット欲しいと彼に撮りに行かせたところ、なかなか帰らず、やっと帰って来たと思ったら何十分もキャメラを回していた」と語っている。また、『不良番長』シリーズのレギュラー出演者であった山城新伍によれば、「野田は映画が封切られると必ず観に行き、どのシーンがウケたか、ウケなかったか、綿密にチェックして、次の作品の参考にした」という。
野田は『不良番長』で岡田茂に監督へ抜擢されたが、当時の東映娯楽映画の倍近くカットを切り刻む性格で、残業量は"深夜作業組"こと深作欣二と双璧とまでいわれた。毎日朝から深夜まで撮影を続け、野田組に入れば一ヵ月は家で夕飯は食えないと言われ、あまりのカット割りの細かさからスクリプターも混乱をきたすほど現場を疲弊させた。予算オーバー、日数オーバーする事も常で、最終的にテレビに回されたが、テレビの現場関係者も音を上げた。1975年の『東京ふんどし芸者』は野田久しぶりの映画復帰作だったが、予算も日数もオーバーし、東映主脳から「二度と映画は撮らせない」と最後通告を受け、撮影所を出入り禁止となった。
岡田茂は長年にわたり、時間も予算もかける上質映画志向の監督を追放し続け、団交の際には「強い監督がいなくなったので現場がやりやすくなった」と自慢した。 岡田は前記の理由は勿論、組合運動にも熱心な野田を辞めさせたかったが、野田は親族に住友銀行の幹部がいたために切れなかった。東映は会社発足の際に巨額の負債があり、それを家の全財産を担保に入れて肩代わりしたのが五島慶太で、金を融資したのが岡田の広島一中（広島国泰寺高校）の先輩で後に住友銀行の頭取になった鈴木剛という経緯があり、東映のメインバンクの一つが住友銀行になったのはこれが始まりで、この逸話をよく知る岡田は野田を切りたくても切れなかったのである。やがて岡田の力が増してワンマン体制も固まると、一度岡田に睨まれたら東映に二度と復帰できない状況になったが、そんな中で野田をテレビドラマに起用したのが日本テレビの山口剛プロデューサーであった。東映も局プロの意向に背くわけにもいかず、再び撮影所の門はくぐれたが、以降はテレビのディレクターに移った。
野田の映画演出は1977年の『ゴルゴ13 九竜の首』が最後であるが、1985年に監督を務めると報道されたことがある。タモリの主演を予定していた『いいとも探偵局』という超人気番組の便乗映画で、これに久しぶりに監督することが予定されていた。1985年の正月映画第二弾の予定で話も進み、タモリの所属事務所・田辺エージェンシーも乗り気だった。撮影は1984年の8月～9月を予定していたが、監督決定や脚本が遅れてタモリのスケジュール調整が出来なくなり中止になった。当時はテレビの勢いが凄かったため、映画関係者は「テレビの方が金にはなるのだろう」と皮肉った。1985年の正月映画第二弾では、松竹もビートたけし主演で『たった90日のララバイ』を準備していて、タモリvs.ビートたけしというお笑いタレントによる正月映画対決という興味も持たれたが実現しなかった。『たった90日のララバイ』も一旦製作中止と報道されたが、『哀しい気分でジョーク』に改題され、こちらは1985年4月に公開されている。『いいとも探偵局』中止の対応として東映は、1985年の正月映画第一弾で、『キン肉マン 大暴れ!正義超人』『Dr.スランプ アラレちゃん ほよよ!ナナバ城の秘宝』のお年玉まんがまつり二本立て予定に『宇宙刑事シャイダー 追跡!しぎしぎ誘拐団』を加えた三本立てにし、正月映画第二弾は『櫂』を一本立て興行に変更。洋画系（東映洋画）で流す『Wの悲劇』と『天国にいちばん近い島』の角川映画二本立てを邦画系劇場にも流した。

## 作品

### 映画
- プロレスWリーグ 血ぬられた王者（1968年、東映）
- 不良番長シリーズ（東映）
  - 不良番長（1968年）
  - 不良番長 猪の鹿お蝶（1969年）
  - 不良番長 練鑑ブルース（1969年）
  - 不良番長 どぶ鼠作戦（1969年）
  - 不良番長 一攫千金（1970年）
  - 不良番長 口から出まかせ（1970年）
  - 不良番長 やらずぶったくり（1971年）
  - 不良番長 突撃一番（1971年）
  - 不良番長 のら犬機動隊（1972年）
  - 不良番長 一網打尽（1972年）
  - 不良番長 骨までしゃぶれ（1972年）
- やくざ刑事シリーズ（1970年、東映）
  - やくざ刑事
  - やくざ刑事 マリファナ密売組織 ※脚本兼務
- 不良街（1972年、東映）
- セックスドキュメント 金髪コールガール（1973年、東映）
- 0課の女 赤い手錠（1974年、東映）
- ザ・カラテシリーズ（東映）
  - ザ・カラテ（1974年）
  - ザ・カラテ2（1974年）
  - ザ・カラテ3 電光石火（1975年）
- 青春トルコ日記 処女すべり（1975年、東映） ※脚本兼務
- 東京ふんどし芸者（1975年、東映）
- 激殺! 邪道拳（1977年、シネシンク）
- ゴルゴ13 九竜の首（1977年、東映 / 嘉倫電影）

### テレビドラマ
- 白い牙（1974年）
- ザ★ゴリラ7（1975年）
- Gメン'75（1975年 - 1976年）
- ベルサイユのトラック姐ちゃん（1976年）
- 隠し目付参上（1976年）
- 江戸特捜指令（1976年 - 1977年）
- 特捜最前線（1977年 - 1987年）
- 消えた巨人軍（1978年）
- 大追跡（1978年）
- 大激闘マッドポリス'80（1980年）
- 特命刑事（1980年）
- 松本清張の百円硬貨（1981年）
- 土曜ワイド劇場
  - 松本清張の書道教授・消えた死体（1982年）
  - 美談の団地心中 二人の男に愛された女・「赤い風船飛んだ!さよなら」（1982年）
  - 切り札をもつ女 産婦人科院長殺人事件（1985年）
  - 整形花嫁の復讐 結婚式に殺しの鐘が三度鳴る！妖しい肌の完全犯罪（1985年）
  - 探偵神津恭介の殺人推理
    - 影なき女（1985年）
    - 魔笛に魅せられた女（1985年）
    - 私は殺される（1987年）
    - 伊豆下田海岸に赤い殺意が走る（1988年）
    - こだま号遠隔マジック!?（1990年）
    - 密室から消えた美女（1992年）

  - 上高地に消えた女　エアロビクス、妖しい肢体が殺意をよぶ!（1990年）
  - 湖畔の別荘、殺しのパズル　3つの死体に3つのトリック!（1994年）
- 月曜ワイド劇場
  - 女刑務所シリーズ　女囚犯歴簿　女看守は見た!わが子を殺した母の叫び（1983年）
  - 花柳幻舟獄中記（1）（1984年）
- 私鉄沿線97分署（1984年）